# Пономаренко Руслан Миколайович
Русла́н Микола́йович Пономаре́нко (6 грудня 1978 — 28 січня 2015) — старший сержант Збройних Сил України, учасник російсько-української війни.

## Життєвий шлях
Народився та виріс у багатодітній родині. Навчався у Гадяцькій школі-інтернаті, по тому закінчив Гадяцьке СПТУ-47. Протягом 1997—1998 років служив у лавах ЗСУ, старший сержант. 2000 року одружився, проживав в селі Осняги. З 2001 року працював охоронником, нафтогазовидобувне управління «Полтаванафтогаз».
У серпні 2014 року мобілізований, номер обслуги, 17-та окрема танкова бригада. На початку січня 2015-го побував в короткотерміновій відпустці удома.
28 січня 2015-го загинув під час мінометного обстрілу вогневих позицій українських артилеристів під Комишувахою.
Без Руслана лишилися батьки, брати, сестра, дружина, син Олег.
Похований в селі Осняги 3 лютого 2015-го.

## Нагороди та вшанування
- Указом Президента України № 282/2015 від 23 травня 2015 року, «за особисту мужність і високий професіоналізм, виявлені у захисті державного суверенітету та територіальної цілісності України, вірність військовій присязі», нагороджений орденом «За мужність» III ступеня (посмертно)[1].
- В Гадяцькому вищому професійному аграрному училищі відкрито меморіальну дошку випускникам Ігорю Жадьку, Анатолію Лифарю, Руслану Пономаренку, Миколі Прудію.
- Вшановується в меморіальному комплексі «Зала пам'яті», в щоденному ранковому церемоніалі 28 січня[2][3].